# Aéroport de Paradise River
L'aéroport de Paradise River est un aéroport situé à Terre-Neuve-et-Labrador, au Canada.